# Dani Alves
Daniel Alves da Silva (Juazeiro, 6 mei 1983) – alias Dani Alves – is een Braziliaans voormalig voetballer die doorgaans als rechtsback speelde. Alves is na Lionel Messi de voetballer met de meeste prijzen (43) in de geschiedenis en de op-een-na meest scorende verdediger aller tijden in Europese competities. In 2006 debuteerde hij in het Braziliaans voetbalelftal.

## Clubcarrière

### Jeugd
Dani Alves werd geboren in de gemeente Juazeiro, in de deelstaat Bahia. Zijn ouders hadden het niet breed en de Braziliaan sliep op een cementen bed in zijn kleine ouderlijk huis, waar het stonk naar natte grond. Alves en zijn broer werkte in de vroege ochtenden op de boerderij van hun ouders voordat school begon. De familie had een fiets en de zoon die in de ogen van de vader het meest inzet toonde, kreeg het recht tot de fiets, de ander moest negentien kilometer lopen naar school. In 1993 slaagde de vader van Alves er in een eigen team op te richten, Palmeiras de Salitre. Hier speelde Alves voornamelijk als rechtsbuiten of tweede aanvaller. Om zijn familie financieel te ondersteunen had Alves baantjes als verkoper, serveerder en hielp hij met de oogst van meloenen, tomaten en uien op de boerderij.
In 1996 sloot Dani Alves zich op dertienjarige leeftijd aan bij de lokale voetbalclub Juazeiro SC en werd in 1998 gescout door de jeugdopleiding van Bahia. Daar stroomde hij in 2001 door naar het eerste elftal. Op 11 november maakte hij er zijn professionele debuut als basisspeler in de met 3-0 gewonnen wedstrijd tegen Paraná Clube in het Estádio Fonte Nova.

### Sevilla
In 2002 werd hij gecontracteerd door Sevilla. Aanvankelijk speelde de Braziliaan als rechtermiddenvelder, maar na het vertrek van rechtsback Sergio Ramos in 2005 naar Real Madrid schoof Dani Alves een linie naar achteren. Hij was een van de prominente spelers in het team van Sevilla dat in 2006 zowel de UEFA Cup als de UEFA Super Cup won. In de UEFA Cup-finale, tegen het Engelse Middlesbrough (4–0), gaf Dani Alves de assist op zijn landgenoot Luís Fabiano voor het eerste doelpunt. In 2007 prolongeerde Sevilla de UEFA Cup en bovendien werden ook de Copa del Rey en de Supercopa de España dat jaar gewonnen.

### FC Barcelona
In juni 2008 vertrok Dani Alves voor ongeveer 30 miljoen euro naar FC Barcelona. Met FC Barcelona won hij in 2009 de Spaanse landstitel, de Copa del Rey, de UEFA Champions League, de Supercopa de España, de UEFA Super Cup en het FIFA-wereldkampioenschap voor clubs. In de UEFA Champions League-finale tegen Manchester United moest hij echter geschorst toekijken. In 2010 werd Alves met FC Barcelona wederom Spaans kampioen. In 2011 won hij met FC Barcelona opnieuw de Spaanse landstitel, de UEFA Champions League en de Supercopa de España. Vanaf het seizoen 2013/14 speelde hij met het rugnummer 22, als eerbetoon aan zijn ex-ploegmaat Éric Abidal.

### Juventus
Dani Alves liet FC Barcelona na acht jaar achter zich en tekende in juni 2016 een contract tot medio 2018 bij Juventus, de kampioen van Italië in de voorgaande vijf seizoenen. In zijn verbintenis werd een optie voor nog een jaar opgenomen. Alves won in zijn eerste jaar in Italië zowel het landskampioenschap als de nationale beker met Juventus. Hij liet in juni 2017 na één seizoen zijn contract ontbinden.

### Paris Saint-Germain
Hij tekende in juli 2017 vervolgens een tweejarig contract bij Paris Saint-Germain. De Braziliaan won in zijn eerste seizoen in dienst van de Parijzenaren achtereenvolgens de Trophée des Champions, Coupe de la Ligue, Ligue 1 en de Coupe de France. In de Champions League reikte de club tot achtste finales, waarin het werd verslagen door Real Madrid. In zijn tweede seizoen, inmiddels geswitcht van rugnummer 32 naar 13 om Mário Zagallo te eren, won hij de Trophée des Champions en de Ligue 1. In de Champions League werd wederom de achtste finale gehaald, waarin ze deze keer door Manchester United werden uitgeschakeld.

### São Paulo
Terug in zijn thuisland Brazilië speelde hij voor São Paulo vanaf augustus 2019. Twee seizoenen later werd het contract van Dani Alves op 17 september 2021 ontbonden.

### Terugkeer bij FC Barcelona
Op 12 november 2021 kondigde FC Barcelona de terugkeer van de 38-jarige Dani Alves aan, waar hij tekende tot het einde van het seizoen 2021/22 en zou vanaf januari 2022 speelgerechtigd zijn door de regels van La Liga. De ervaren rechtsachter bood zichzelf al eerder aan bij FC Barcelona, maar toenmalig trainer Ronald Koeman was niet geïnteresseerd. Opvolger Xavi zag wel iets in de diensten van zijn ex-ploeggenoot.
Op 15 juni 2022 werd bekend dat FC Barcelona het contract van Dani Alves niet zou gaan verlengen. Dani Alves zag zelf nog wel wat in een langer verblijf bij de Spaanse club. Ook met het oog op het wereldkampioenschap voetbal 2022 in Qatar. Die intentie bleek echter niet wederzijds.

### Pumas UNAM
Op 23 juli 2022 tekende Dani Alves een eenjarig contract bij de Mexicaanse grootmacht Pumas UNAM. In zijn eerste wedstrijd voor de club verscheen Dani Alves op 28 juli 2022 direct als basisdebutant aan de aftrap. Vervolgens stond hij bijna iedere wedstrijd, veelal als centrale middenvelder, in de basis. In dertien wedstrijden wist hij vijf assists af te leveren. Op 20 januari 2023 werd Dani Alves in Barcelona gearresteerd wegens verdenking van aanranding, waarna Pumas UNAM de verbintenis vroegtijdig ontbond. Op 21 februari 2023 werd bekend dat hij langer vast zou blijven zitten.

## Clubstatistieken
| Seizoen                       | Club                | Competitie       | Competitie | Competitie | Beker | Beker | Internationaal | Internationaal | Totaal | Totaal |
| Seizoen                       | Club                | Competitie       | Wed.       | Dlp.       | Wed.  | Dlp.  | Wed.           | Dlp.           | Wed.   | Dlp.   |
| ----------------------------- | ------------------- | ---------------- | ---------- | ---------- | ----- | ----- | -------------- | -------------- | ------ | ------ |
| 2001                          | Bahia               | Série A          | 6          | 0          | 0     | 0     | —              | —              | 6      | 0      |
| 2002                          | Bahia               | Série A          | 19         | 2          | 0     | 0     | —              | —              | 19     | 2      |
| Club Totaal                   | Club Totaal         | Club Totaal      | 25         | 2          | 0     | 0     | 0              | 0              | 25     | 2      |
| 2002/03                       | Sevilla             | Primera División | 11         | 0          | 0     | 0     | —              | —              | 11     | 0      |
| 2003/04                       | Sevilla             | Primera División | 29         | 1          | 2     | 0     | —              | —              | 31     | 1      |
| 2004/05                       | Sevilla             | Primera División | 34         | 2          | 0     | 0     | 9              | 0              | 43     | 2      |
| 2005/06                       | Sevilla             | Primera División | 35         | 3          | 0     | 0     | 13             | 0              | 48     | 3      |
| 2006/07                       | Sevilla             | Primera División | 34         | 3          | 3     | 0     | 15             | 2              | 52     | 5      |
| 2007/08                       | Sevilla             | Primera División | 33         | 2          | 5     | 0     | 10             | 2              | 48     | 4      |
| Club Totaal                   | Club Totaal         | Club Totaal      | 176        | 11         | 10    | 0     | 47             | 4              | 233    | 15     |
| 2008/09                       | FC Barcelona        | Primera División | 34         | 5          | 8     | 0     | 12             | 0              | 54     | 5      |
| 2009/10                       | FC Barcelona        | Primera División | 29         | 3          | 5     | 0     | 14             | 0              | 48     | 3      |
| 2010/11                       | FC Barcelona        | Primera División | 35         | 2          | 7     | 0     | 12             | 2              | 54     | 4      |
| 2011/12                       | FC Barcelona        | Primera División | 33         | 2          | 7     | 1     | 12             | 0              | 52     | 3      |
| 2012/13                       | FC Barcelona        | Primera División | 30         | 0          | 7     | 0     | 10             | 1              | 47     | 1      |
| 2013/14                       | FC Barcelona        | Primera División | 27         | 2          | 7     | 0     | 8              | 2              | 42     | 4      |
| 2014/15                       | FC Barcelona        | Primera División | 30         | 0          | 5     | 0     | 11             | 0              | 46     | 0      |
| 2015/16                       | FC Barcelona        | Primera División | 29         | 0          | 8     | 1     | 11             | 0              | 48     | 1      |
| Club Totaal                   | Club Totaal         | Club Totaal      | 247        | 14         | 54    | 2     | 88             | 5              | 389    | 21     |
| 2016/17                       | Juventus            | Serie A          | 19         | 2          | 2     | 1     | 12             | 3              | 33     | 6      |
| Club Totaal                   | Club Totaal         | Club Totaal      | 19         | 2          | 2     | 1     | 12             | 3              | 33     | 6      |
| 2017/18                       | Paris Saint-Germain | Ligue 1          | 25         | 1          | 8     | 2     | 8              | 2              | 41     | 5      |
| 2018/19                       | Paris Saint-Germain | Ligue 1          | 23         | 1          | 6     | 2     | 3              | 0              | 32     | 3      |
| Club Totaal                   | Club Totaal         | Club Totaal      | 48         | 2          | 14    | 4     | 11             | 2              | 73     | 8      |
| 2019                          | São Paulo           | Série A          | 20         | 2          | 0     | 0     | —              | —              | 20     | 2      |
| 2020                          | São Paulo           | Série A          | 41         | 4          | 6     | 0     | 6              | 2              | 53     | 6      |
| 2021                          | São Paulo           | Série A          | 15         | 1          | 1     | 0     | 6              | 0              | 22     | 1      |
| Club Totaal                   | Club Totaal         | Club Totaal      | 76         | 7          | 7     | 0     | 12             | 2              | 95     | 9      |
| 2021/22                       | FC Barcelona        | Primera División | 14         | 1          | 3     | 0     | —              | —              | 17     | 1      |
| Club Totaal                   | Club Totaal         | Club Totaal      | 261        | 15         | 57    | 2     | 88             | 5              | 406    | 22     |
| 2022/23                       | UNAM Pumas          | Primera División | 13         | 0          | 0     | 0     | —              | —              | 13     | 0      |
| Club Totaal                   | Club Totaal         | Club Totaal      | 13         | 0          | 0     | 0     | 0              | 0              | 13     | 0      |
| TOTAAL                        | TOTAAL              | TOTAAL           | 618        | 39         | 90    | 7     | 170            | 16             | 878    | 62     |
| Bijgewerkt op 21 januari 2023 |                     |                  |            |            |       |       |                |                |        |        |

## Interlandcarrière
Dani Alves won in december 2003 het wereldkampioenschap voetbal onder 20 in de Verenigde Arabische Emiraten. In de finale won hij met Brazilië van Spanje en Dani Alves won de Bronzen Bal voor beste speler van het toernooi achter Ismail Matar en Andrés Iniesta. Op 10 oktober 2006 maakte Dani Alves zijn debuut in het Braziliaans nationaal elftal in een oefenwedstrijd tegen Ecuador. Hij maakte ook het derde doelpunt tegen Argentinië in de finale van de Copa America. In 2009 won Dani Alves met Brazilië de Confederations Cup. Hij maakte uit een vrije trap het winnende doelpunt in de halve finale tegen gastland Zuid-Afrika. Hij behoorde tot de Braziliaanse selectie voor het wereldkampioenschap voetbal 2010. Daarmee wist hij niet de finale te halen na een 2–1 nederlaag tegen Nederland in de kwartfinale. Vier jaar later speelde hij ook op het WK van 2014 in Brazilië.
Dani Alves speelde op 16 november 2016 zijn honderdste interland, een met 0–2 gewonnen WK-kwalificatiewedstrijd in en tegen Peru. Daarmee werd hij de dertiende speler ooit die honderd of meer keer voor het Braziliaans elftal speelde.
Het leek dat Alves mee zou gaan naar het WK 2018. Maar vlak voor het toernooi raakte hij geblesseerd. Hierdoor kon die niet mee. In 2019 won Brazilië, met Alves als aanvoerder, de Copa America. In de met 3-1 gewonnen finale was Peru de tegenstander. Dani Alves werd dit toernooi eveneens verkozen tot meest waardevolle speler. Het totaal aan gewonnen prijzen van Alves kwam met de winst van de Copa op veertig te liggen.
In 2021 nam Alves als een van drie dispensatiespelers met Brazilië onder 23 deel aan de Olympische Zomerspelen van 2020. Alves won met het Braziliaans elftal onder 23 de gouden medaille door in de finale Spanje onder 23 met 2–1 te verslaan.
| Interlands van Daniel Alves voor Brazilië | Interlands van Daniel Alves voor Brazilië | Interlands van Daniel Alves voor Brazilië | Interlands van Daniel Alves voor Brazilië | Interlands van Daniel Alves voor Brazilië | Interlands van Daniel Alves voor Brazilië | Interlands van Daniel Alves voor Brazilië |
| №                                         | Datum                                     | Wedstrijd                                 | Uitslag                                   | Soort wedstrijd                           | Doelpunten                                |                                           |
| Als speler bij Sevilla FC                 | Als speler bij Sevilla FC                 | Als speler bij Sevilla FC                 | Als speler bij Sevilla FC                 | Als speler bij Sevilla FC                 | Als speler bij Sevilla FC                 | Als speler bij Sevilla FC                 |
| ----------------------------------------- | ----------------------------------------- | ----------------------------------------- | ----------------------------------------- | ----------------------------------------- | ----------------------------------------- | ----------------------------------------- |
| 1.                                        | 10 oktober 2006                           | Brazilië – Ecuador                        | 2 – 1                                     | Vriendschappelijk                         | 0                                         |                                           |
| 2.                                        | 6 februari 2007                           | Portugal – Brazilië                       | 2 – 0                                     | Vriendschappelijk                         | 0                                         |                                           |
| 3.                                        | 24 maart 2007                             | Brazilië – Chili                          | 4 – 0                                     | Vriendschappelijk                         | 0                                         |                                           |
| 4.                                        | 27 maart 2007                             | Brazilië – Ghana                          | 1 – 0                                     | Vriendschappelijk                         | 0                                         |                                           |
| 5.                                        | 1 juni 2007                               | Engeland – Brazilië                       | 1 – 1                                     | Vriendschappelijk                         | 0                                         |                                           |
| 6.                                        | 27 juni 2007                              | Brazilië – Mexico                         | 0 – 2                                     | Copa América                              | 0                                         |                                           |
| 7.                                        | 1 juli 2007                               | Brazilië – Chili                          | 3 – 0                                     | Copa América                              | 0                                         |                                           |
| 8.                                        | 4 juli 2007                               | Brazilië – Ecuador                        | 1 – 0                                     | Copa América                              | 0                                         |                                           |
| 9.                                        | 15 juli 2007                              | Brazilië – Argentinië                     | 3 – 0                                     | Copa América                              | 1                                         |                                           |
| 10.                                       | 22 augustus 2007                          | Algerije – Brazilië                       | 0 – 2                                     | Vriendschappelijk                         | 0                                         |                                           |
| 11.                                       | 9 september 2007                          | Verenigde Staten – Brazilië               | 2 – 4                                     | Vriendschappelijk                         | 0                                         |                                           |
| 12.                                       | 12 september 2007                         | Brazilië – Mexico                         | 3 – 1                                     | Vriendschappelijk                         | 0                                         |                                           |
| 13.                                       | 21 november 2007                          | Brazilië – Uruguay                        | 2 – 1                                     | Kwalificatie WK 2010                      | 0                                         |                                           |
| 14.                                       | 26 maart 2008                             | Brazilië – Zweden                         | 1 – 0                                     | Vriendschappelijk                         | 0                                         |                                           |
| 15.                                       | 31 mei 2008                               | Brazilië – Canada                         | 3 – 2                                     | Vriendschappelijk                         | 0                                         |                                           |
| 16.                                       | 6 juni 2008                               | Brazilië – Venezuela                      | 0 – 2                                     | Vriendschappelijk                         | 0                                         |                                           |
| 17.                                       | 18 juni 2008                              | Brazilië – Argentinië                     | 0 – 0                                     | Kwalificatie WK 2010                      | 0                                         |                                           |
| Als speler bij FC Barcelona               |                                           |                                           |                                           |                                           |                                           |                                           |
| 18.                                       | 19 november 2008                          | Brazilië – Portugal                       | 6 – 2                                     | Vriendschappelijk                         | 0                                         |                                           |
| 19.                                       | 10 februari 2009                          | Brazilië – Italië                         | 2 – 0                                     | Vriendschappelijk                         | 0                                         |                                           |
| 20.                                       | 29 maart 2009                             | Ecuador – Brazilië                        | 1 – 1                                     | Kwalificatie WK 2010                      | 0                                         |                                           |
| 21.                                       | 1 april 2009                              | Brazilië – Peru                           | 3 – 0                                     | Kwalificatie WK 2010                      | 0                                         |                                           |
| 22.                                       | 6 juni 2009                               | Uruguay – Brazilië                        | 0 – 4                                     | Kwalificatie WK 2010                      | 1                                         |                                           |
| 23.                                       | 10 juni 2009                              | Brazilië – Paraguay                       | 2 – 1                                     | Kwalificatie WK 2010                      | 0                                         |                                           |
| 24.                                       | 15 juni 2009                              | Brazilië – Egypte                         | 4 – 3                                     | Confederations Cup                        | 0                                         |                                           |
| 25.                                       | 25 juni 2009                              | Brazilië – Zuid-Afrika                    | 1 – 0                                     | Confederations Cup                        | 1                                         |                                           |
| 26.                                       | 28 juni 2009                              | Verenigde Staten – Brazilië               | 2 – 3                                     | Confederations Cup                        | 0                                         |                                           |
| 27.                                       | 12 augustus 2009                          | Estland – Brazilië                        | 0 – 1                                     | Vriendschappelijk                         | 0                                         |                                           |
| 28.                                       | 5 september 2009                          | Argentinië – Brazilië                     | 1 – 3                                     | Kwalificatie WK 2010                      | 0                                         |                                           |
| 29.                                       | 9 september 2009                          | Brazilië – Chili                          | 4 – 2                                     | Kwalificatie WK 2010                      | 0                                         |                                           |
| 30.                                       | 11 oktober 2009                           | Bolivia – Brazilië                        | 2 – 1                                     | Kwalificatie WK 2010                      | 0                                         |                                           |
| 31.                                       | 14 november 2009                          | Brazilië – Engeland                       | 1 – 0                                     | Vriendschappelijk                         | 0                                         |                                           |
| 32.                                       | 17 november 2009                          | Oman – Brazilië                           | 0 – 2                                     | Vriendschappelijk                         | 0                                         |                                           |
| 33.                                       | 2 maart 2010                              | Ierland – Brazilië                        | 0 – 2                                     | Vriendschappelijk                         | 0                                         |                                           |
| 34.                                       | 2 juni 2010                               | Zimbabwe – Brazilië                       | 0 – 3                                     | Vriendschappelijk                         | 0                                         |                                           |
| 35.                                       | 7 juni 2010                               | Tanzania – Brazilië                       | 1 – 5                                     | Vriendschappelijk                         | 0                                         |                                           |
| 36.                                       | 15 juni 2010                              | Brazilië – Noord-Korea                    | 2 – 1                                     | WK 2010                                   | 0                                         |                                           |
| 37.                                       | 20 juni 2010                              | Brazilië – Ivoorkust                      | 3 – 1                                     | WK 2010                                   | 0                                         |                                           |
| 38.                                       | 25 juni 2010                              | Portugal – Brazilië                       | 0 – 0                                     | WK 2010                                   | 0                                         |                                           |
| 39.                                       | 28 juni 2010                              | Brazilië – Chili                          | 3 – 0                                     | WK 2010                                   | 0                                         |                                           |
| 40.                                       | 2 juli 2010                               | Nederland – Brazilië                      | 2 – 1                                     | WK 2010                                   | 0                                         |                                           |
| 41.                                       | 11 augustus 2010                          | Verenigde Staten – Brazilië               | 0 – 2                                     | Vriendschappelijk                         | 0                                         |                                           |
| 42.                                       | 7 oktober 2010                            | Iran – Brazilië                           | 0 – 3                                     | Vriendschappelijk                         | 1                                         |                                           |
| 43.                                       | 11 oktober 2010                           | Brazilië – Oekraïne                       | 3 – 0                                     | Vriendschappelijk                         | 1                                         |                                           |
| 44.                                       | 17 november 2010                          | Argentinië – Brazilië                     | 1 – 0                                     | Vriendschappelijk                         | 0                                         |                                           |
| 45.                                       | 9 februari 2011                           | Frankrijk – Brazilië                      | 1 – 0                                     | Vriendschappelijk                         | 0                                         |                                           |
| 46.                                       | 27 maart 2011                             | Brazilië – Schotland                      | 2 – 0                                     | Vriendschappelijk                         | 0                                         |                                           |
| 47.                                       | 4 juni 2011                               | Brazilië – Nederland                      | 0 – 0                                     | Vriendschappelijk                         | 0                                         |                                           |
| 48.                                       | 3 juli 2011                               | Brazilië – Venezuela                      | 0 – 0                                     | Copa América                              | 0                                         |                                           |
| 49.                                       | 9 juli 2011                               | Brazilië – Paraguay                       | 2 – 2                                     | Copa América                              | 0                                         |                                           |
| 50.                                       | 10 augustus 2011                          | Duitsland – Brazilië                      | 3 – 2                                     | Vriendschappelijk                         | 0                                         |                                           |
| 51.                                       | 5 september 2011                          | Brazilië – Ghana                          | 1 – 0                                     | Vriendschappelijk                         | 0                                         |                                           |
| 52.                                       | 7 oktober 2011                            | Costa Rica – Brazilië                     | 0 – 1                                     | Vriendschappelijk                         | 0                                         |                                           |
| 53.                                       | 11 oktober 2011                           | Mexico – Brazilië                         | 1 – 2                                     | Vriendschappelijk                         | 0                                         |                                           |
| 54.                                       | 14 november 2011                          | Brazilië – Egypte                         | 2 – 0                                     | Vriendschappelijk                         | 0                                         |                                           |
| 55.                                       | 28 februari 2012                          | Bosnië en Herzegovina – Brazilië          | 1 – 2                                     | Vriendschappelijk                         | 0                                         |                                           |
| 56.                                       | 15 augustus 2012                          | Zweden – Brazilië                         | 0 – 3                                     | Vriendschappelijk                         | 0                                         |                                           |
| 57.                                       | 7 september 2012                          | Brazilië – Zuid-Afrika                    | 1 – 0                                     | Vriendschappelijk                         | 0                                         |                                           |
| 58.                                       | 10 september 2012                         | Brazilië – China                          | 8 – 0                                     | Vriendschappelijk                         | 0                                         |                                           |
| 59.                                       | 14 november 2012                          | Brazilië – Colombia                       | 1 – 1                                     | Vriendschappelijk                         | 0                                         |                                           |
| 60.                                       | 6 februari 2013                           | Engeland – Brazilië                       | 2 – 1                                     | Vriendschappelijk                         | 0                                         |                                           |
| 61.                                       | 21 maart 2013                             | Italië – Brazilië                         | 2 – 2                                     | Vriendschappelijk                         | 0                                         |                                           |
| 62.                                       | 25 maart 2013                             | Brazilië – Rusland                        | 1 – 1                                     | Vriendschappelijk                         | 0                                         |                                           |
| 63.                                       | 2 juni 2013                               | Brazilië – Engeland                       | 2 – 2                                     | Vriendschappelijk                         | 0                                         |                                           |
| 64.                                       | 9 juni 2013                               | Brazilië – Frankrijk                      | 3 – 0                                     | Vriendschappelijk                         | 0                                         |                                           |
| 65.                                       | 15 juni 2013                              | Brazilië – Japan                          | 3 – 0                                     | Confederations Cup                        | 0                                         |                                           |
| 66.                                       | 19 juni 2013                              | Brazilië – Mexico                         | 2 – 0                                     | Confederations Cup                        | 0                                         |                                           |
| 67.                                       | 22 juni 2013                              | Italië – Brazilië                         | 2 – 4                                     | Confederations Cup                        | 0                                         |                                           |
| 68.                                       | 26 juni 2013                              | Brazilië – Uruguay                        | 2 – 1                                     | Confederations Cup                        | 0                                         |                                           |
| 69.                                       | 30 juni 2013                              | Brazilië – Spanje                         | 3 – 0                                     | Confederations Cup                        | 0                                         |                                           |
| 70.                                       | 14 augustus 2013                          | Zwitserland – Brazilië                    | 1 – 0                                     | Vriendschappelijk                         | 0                                         |                                           |
| 71.                                       | 12 oktober 2013                           | Zuid-Korea – Brazilië                     | 0 – 2                                     | Vriendschappelijk                         | 0                                         |                                           |
| 72.                                       | 15 oktober 2013                           | Brazilië – Zambia                         | 2 – 0                                     | Vriendschappelijk                         | 0                                         |                                           |
| 73.                                       | 3 juni 2014                               | Brazilië – Panama                         | 4 – 0                                     | Vriendschappelijk                         | 0                                         |                                           |
| 74.                                       | 6 juni 2014                               | Brazilië – Servië                         | 1 – 0                                     | Vriendschappelijk                         | 0                                         |                                           |
| 75.                                       | 12 juni 2014                              | Brazilië – Kroatië                        | 3 – 1                                     | WK 2014                                   | 0                                         |                                           |
| 76.                                       | 17 juni 2014                              | Brazilië – Mexico                         | 0 – 0                                     | WK 2014                                   | 0                                         |                                           |

Bijgewerkt op 17 juni 2014.

## Erelijst
Bahia
- Copa do Nordeste: 2002

 Sevilla
- UEFA Cup: 2005/06, 2006/07
- UEFA Super Cup: 2006
- Copa del Rey: 2006/07
- Supercopa de España: 2007

 FC Barcelona
- UEFA Champions League: 2008/09, 2010/11, 2014/15
- UEFA Super Cup: 2009, 2011, 2015
- FIFA Club World Cup: 2009, 2011, 2015
- Primera División: 2008/09, 2009/10, 2010/11, 2012/13, 2014/15, 2015/16
- Copa del Rey: 2008/09, 2011/12, 2014/15, 2015/16
- Supercopa de España: 2009, 2010, 2011, 2013

 Juventus
- Serie A: 2016/17
- Coppa Italia: 2016/17

 Paris Saint-Germain
- Ligue 1: 2017/18, 2018/19
- Coupe de France:  2017/18
- Coupe de la Ligue: 2017/18
- Trophée des Champions: 2017, 2018

 São Paulo
- Campeonato Paulista: 2021

 Brazilië
- CONMEBOL Copa América: 2007, 2019
- FIFA Confederations Cup: 2009, 2013

 Brazilië onder 23
- Olympische Zomerspelen: 2020

 Brazilië onder 20
- FIFA WK onder 20: 2003

Individueel
- Campeonato Paulista Team van het Toernooi: 2020
- FIFA WK onder 20 Bronzen Bal: 2003
- UEFA Cup Meest Waardevolle Speler: 2005/06
- UEFA Super Cup Man van de Wedstrijd: 2006
- UEFA Team van het Jaar: 2007, 2009, 2011, 2015, 2017
- ESM Team van het Jaar: 2006/07, 2008/09, 2009/10, 2010/11, 2011/12
- FIFA FIFPro World11: 2009, 2011, 2012, 2013, 2015, 2016, 2017, 2018
- FIFA FIFPro World11 2e Team: 2014
- FIFA FIFPro World11 World11 (nominatie): 2019 (4e Verdediger)
- LFP Trofee Verdediger van het Seizoen: 2008/09
- FIFA Confederations Cup Team van het Toernooi: 2013
- La Liga Team van het Seizoen: 2014/15
- France Football World XI: 2015
- Serie A Team van het Jaar: 2016/17
- IFFHS Mannelijk Wereldteam: 2017
- UNFP Ligue 1 Team van het Jaar: 2017/18
- CONMEBOL Copa América Beste Speler: 2019
- CONMEBOL Copa América Team van het Toernooi: 2019
- IFFHS CONMEBOL Team van het Decennium: 2011–2020

Records
- Meeste UEFA Super Cup-titels: (4) (gedeeld met Paolo Maldini) (2006, 2009, 2011, 2015)
- Meest gespeelde UEFA Super Cup-finales: (5) (gedeeld met Paolo Maldini) (2006, 2007, 2009, 2011, 2015)
- Speler met het hoogst aantal prijzen in de voetbalgeschiedenis: (44)

## Persoonlijk leven
Een Spaanse rechtbank veroordeelde Alves in februari 2024 tot 4,5 jaar gevangenisstraf in verband met de verkrachting van een vrouw twee jaar daarvoor. In maart 2025 werd hij in hoger beroep vrijgesproken.